# Umlaut (Unternehmen)
umlaut war eine weltweit agierende Unternehmensberatung für Management- und Ingenieursdienstleistungen. Zum Unternehmen zählten über 20 Tochtergesellschaften in unterschiedlichen Branchen und zusätzlichen Landesniederlassungen im Ausland, der Hauptsitz war Aachen. Seit Oktober 2021 gehört umlaut zu Accenture. Das Unternehmen wurde im Accenture Servicebereich für Digital Engineering and Manufacturing, „Accenture Industry X“ integriert.

## Geschichte
Umlaut entstand 2019 aus einer Spaltung der 1996 gegründeten P3 Ingenieurgesellschaft, später „P3 group“ in die beiden Gesellschaften umlaut SE mit Sitz in Aachen und P3 mit Sitz in Stuttgart.
Am 14. Juni 2021 gab Accenture bekannt, Umlaut vollständig übernehmen und in seinen „Industry X“-Bereich eingliedern zu wollen.

## Produkte
Eingetragene Produkte sind u. a. die Telenotarzt-Kommunikationseinheit PeeqBox (sowie die zugehörige Telenotarzt-Dokumentationssoftware und Applikation für Rettungsdienstler), die Ersthelfer-Alarmierungsapp Corhelper, das Klinik-Vorab-Übermittlungssystem PrenoS sowie ein halonfreier Feuerlöscher für Flugzeuge.